# Turbopolnilnik
Turbopolnilnik ali samo turbo (iz grške besede "τύρβη" - turbulenca) je rotirajoča naprava, ki poveča pritisk zraka in s tem maso zraka, ki vstopi v valje pri batnih motorjih. S tem poveča moč motorja in termodinamični izkoristek. Turbopolnilnik uporablja energijo iz izpušnih plinov, ki se pri navadnem motorju izgubi. Motor je sposoben razviti več moči, kot atmosferski (nepolnjeni) motor. 
Turbino poganjajo izpušni plini, ki imajo na izhodu iz valjev še nekaj energije. Turbina je z gredjo povezana s kompresorjem, ki stiska zrak preden vstopi v valje. Turbina se vrti pri zelo velikih obratih (odvisno od velikosti), nekje 50 000 - 400 000 obratov na minuto.
Turbopolnilniki se uporabljajo v avtih, tovornjakih, letalih, vlakih, ladjah, motorjih, in marsikje drugje. Najbolj pogosti so na bencinskih (Otto cikel) in dizelskih motorjih. Pri velikih dvotaktnih dizelskih motorjih na ladjah je uporaba polnilnika (turbo ali mehansko gnanega) obvezna, ker motorji delujejo na okrog 100 obratih na minuto in ni zadostne cirkulacije zraka. Možna je tudi uporaba turbopolnilnikov na gorivnih celicah 

## Termini
Turbopolnilniki so bili sprva znani pod angleškim terminom turbosuperchargerji, vse polnilne naprave so imele oznako superchargerji. Danes se termin supercharger večinoma uporablja za mehansko gnane polnilnike, kjer motor (ne turbina) žene kompresor. Oba tipa sicer povečata maso zraka v motorju in s tem moč. Turbopolnilniki in mehansko gnani polnilniki lahko zelo povečajo moč motorja, tudi čez 50%. Turbopolnilniki imajo radialno turbino in radialni kompresor - to pomeni, da delovna snov vstopa pravokotno na os vrtenja. Obstaja več tipov mehanskih polnilnikov npr. Roots, Lysholm (z dvemi vijaki), centrigualni, G-lader, TVS.
Mehansko gnani polnilniki so bolj odzivni, ker so direktno povezani z motorjem, vendar tudi oni po navadi razvijejo največjo kompresijo pri večjih obratih. Po navadi so te vrsti polnilnik vrtijo s šestkratno hitrostjo vrtenja glavne gredi, maksimalno se vrtijo okrog 30 000 - 60 000 obratov na minuto. Moč impelerja kompresorja se povečuje kvadratno z obrati npr. pri 15 000 bo razvil 0,09 bara pri 30 000 obratih pa 0,36 bara.
Pri turbopolnilnikih obstaja t. i. "turbo luknja" - pri njih traja par sekund ko povečamo obrate motorja, da izpušni plini zavrtijo turbino na velike obrate in s tem povečajo moč motorja. V sodobnih uporabljajo za zmanjšanje tega efekta čim bolj lažje materiale in posebej oblikovane turbine. Nekatere turbine so prilagojene za nižje obrate, druge pa za visoke. Nekateri motorji uporabljajo dva turbopolnilnika - twin scroll (kdaj tudi twin turbo), eden deluje optimalno pri nižjih vrtljajih motorja, drugi pa pri visokih. Bolj sofisticirani turbopolnilniki imajo turbino z variabilno geometrijo, ki deluje efektivno na širšem področju obratov. Turbopolnilnik tudi malce vpliva na delovanje motor, ker turbino povzroča majhen upor na izpušne pline in zaradi tega motor deluje z malce manjšo močjo. Termin "twin charger" se uporablja, kjer sta nameščena turbopolnilnik in mehansko gnani polnilnik skupaj.
Turbopolnilnik je bolj energetsko učinkovit kot atmosferski (nepolnjeni) motor in mehansko polnjeni, ker uporablja energijo izpušnih plinov. Mehansko gnani polnilnik pa je manj učinkovit, ker uporablja moč motorja za pogon kompresorja. V praksi motor z mehanskim polnilnikov porabi več goriva kot nepolnjeni motor iste prostornine. Vendar so možne tudi izjeme 4-valjni 2.0 L motor s superchargerjem z isto močjo kot npr. recimo precej težji 6-valjni 3.0 L atmosferski motor, bo lahko manj "pil" pri navadni vožnji. Tudi pri letalih so lahko superchargerji bolj učinkoviti kot atmosferski motor. Primer, če letalo z atmosferskim motorjem razvija 150 KM na višini 3000 metrov, bi supercharger lahko razvijal 150 KM na višini 5000 metrov (z večjo porabo) vendar bi letalo lahko letelo precej hitreje zaradi manjšega zračnega uporba in bi bila poraba na preleteno razdaljo manjša. Pri avtomobolih se velikokrat uporablja vmesni hladnilnik - "intercooler", ki ohladi zrak po izstopu iz kompresorja. 
Rolls-Royce Merlin (na letalu Spitfire) je brez mehanskega polnilnika na višini lahko razvil 750 KM, z uporabo superchargerja, ki je porabil 150 KM moči motorja je razvil dodatnih 400 KM. Če prištejemo 750+400 dobimo 1150 KM in odštejemo 150 KM, kar znese 1000 KM moči na propelerju. Vendar se to pozna na večji specifični porabi goriva, ker je treba poganjati supercharger z motorjem, motor v bistvu deluje pri 1150 KM. Superchargerji so omogočili letalom kot so P-51 Mustang in P-38 Lightning večjo vzletno težo, tako so lahko vzleteli z več goriva in imel daljši doseg, do Berlina in nazaj.
Bencinski motorji po navadi delujejo pri kompresijskem razmerju 6-14, dizelski pa pri precej večjem 14-22. Višje kompresijsko razmerje pri bencinskih se lahko poveča z višjim oktanskih gorivom. Letalski batni motorji zaradi varnosti, da ne pride do detonacij uporabljajo nižje kompresijsko razmerje (npr. 6,5 pri Lycoming O-235) in višje oktansko gorivo Avgas, ki ima vrednost 130 pri "bogati" mešanici in 100 pri "revni".
Idealni batni motor bi imel največji izkoristek, če bi deloval pri najvišjem možnem kompresijskem razmerju, ki še ne povzroča detonacij in pri čim bolj popolni ekspanziji - tako, da imajo izpušni plini čim manj energije. To se v praksi težko doseže, zato se uporabljajo turbopolnilniki.
Polnilniki precej povečajo ceno motorja, ker je potrebno več sestavnih delov in tudi vzdrževanje je dražje. Preveliko polnenje pri bencinskih motorjih lahko povzroči detonacijo, pri dizelskih motorjih, je ta problem manjši, ker se goriva vbrizga pozneje. Nekateri deli kot npr. turbina in vodila izpušnih plinov potrebujejo materiale, ki so obstojni pri visokih temperaturah. V Drugi svetovni vojni se je večinoma uporabljalo mehansko gnane polnilnike.
Še posebej so polnilniki uporabni na batnih letalskih motorjih, ker se z višino pritisk (gostota) zraka hitro zmanjšuje. Atmosferski motor (brez polnenja) zgubi okrog 3% moči na vsakih 300 metrov višine. Na višini 10 km je gostota zraka le okoli 1/3 v primerjavi z nivojem morja. Letalski polnilniki uporabljajo zaradi precej redkejšega zraka večje polnenje "boost" kot avtomobilski motorji. Zaradi tega obstaja nevarnost prevelikega polnenja na nizkih višinah, kar lahko poškoduje motor.
Tehnologija iz turbopolnilnikov je potem vodila do razvoja do turbinskih letalskih motorjev. Na nekaterih zvezdastih letalskih motorjih so izpušni plini iz motorja gnali majhne turbine, ki so potem preko mehanizma poganjale propeler.